# Cappenberger See
Der Cappenberger See ist ein Baggersee und liegt in Lünen (Nordrhein-Westfalen) im statistischen Bezirk Nordlünen, einem der drei früheren Ortschaften (neben Alstedde und Wethmar) der ehemaligen Gemeinde Altlünen.

## Name
Der Name des Sees ist vom Schloss Cappenberg, einem früheren Kloster hergeleitet, das im drei Kilometer vom See entfernten Cappenberg, einem Ortsteil der Stadt Selm, liegt. Das Schloss wiederum liegt auf einer Anhöhe gleichen Namens.

## Entstehungsgeschichte
Der See entstand durch Ausbaggerung von Lehmböden, die in den Jahren 1919 bis 1928 zum Bau der Bahnstrecke Lünen–Münster benötigt wurden. Bis in die 1950er Jahre diente der See in Teilen als Badeanstalt.

## See und Umgebung
Der See hat eine Länge von etwa 450 m und eine Breite von 150 m. Seine Tiefe beträgt etwa zwei Meter. Die Längenausdehnung verläuft nahezu in Nord-Süd-Richtung. Der See wird als „ein Paradies für Angler“ bezeichnet, zur Zulassung werden Tageskarten angeboten. Am Ufer befindet sich ein Tretbootverleih, zum Schwimmen ist der See hingegen nicht freigegeben. Bademöglichkeiten bietet seit 1956 das am südlichen Ostufer des Sees gelegene Freibad Cappenberger See.
Weitere Freizeit- und Erholungseinrichtungen in der Umgebung des Sees sind Tennisplätze (Tennisverein Altlünen e. V.) und Kinderspielplätze. In strengen Wintern wird der See als Schlittschuhbahn genutzt. Südlich des Sees wurde 1963 ein Sportplatz errichtet, der vom TuS Westfalia Wethmar genutzt wird.
Am westlichen Ufer des Sees verläuft ein kurzes Stück des Jakobsweges. Weitere regionale Wanderwege führen aus dem Cappenberger Wald kommend ebenfalls am Cappenberger See vorbei. An der Nordostecke des Sees liegt die Freiherr-vom-Stein-Jugendherberge Cappenberger See.